# Мирза Садиг Пиран
Мирза Садиг Пиран (азерб. Mirzə Sadıq Piran; 1822—1893) — азербайджанский поэт.Писал под псевдонимом Пиран. 

## Жизнь
Мирза Садиг Иманхан оглы Пиран родился в 1822 году в городе Шуша. Родом он из деревни Рафеддинли Дизагского магала (ныне Физулинский район). Начальное образование получил у сельского муллы, затем продолжил образование в медресе.
Он был очень грамотным человеком, к  которому часто обращались за советом. Обладал прекрасным голосом, нередко его приглашали на свадьбы. Стихи писал под псевдонимом Пиран. Часто участвовал в собраниях литературного кружка «Меджлиси-унс» («Общество дружбы»), возглавляемой известной поэтессой Хуршудбану Натаван.
Члены литературного объединения при выборе псевдонима, принимали перед ним торжественную присягу. Такие именитые исследователи как Мир Мовсум Навваб, Мухаммедага Муджахидзаде и другие не раз обращались к его творчеству.
Мир Мохсун Навваб писал о нем: «Мирза Садиг родом из города Шуша. Он владеет персидским. В молодости был хорошим исполнителем песен. Сегодня он находится под покровительством дочери Карабахского хана Мехтигулу хана Хуршудбану Натаван».
Мирза Садиг  Пиран скончался в 1893 году.

## Творчество
Его стихотворения впервые опубликовал Мир Мовсум Навваб в своем сборнике «Тезкирейи-Навваб».